# Tyrannochthonius tlilapanensis
Espèce
Tyrannochthonius tlilapanensis est une espèce de pseudoscorpions de la famille des Chthoniidae.

## Distribution
Cette espèce est endémique du Veracruz au Mexique,. Elle se rencontre dans la grotte Cueva Macinga à Tlilapan.

## Description
La femelle holotype mesure 1,60 mm.

## Étymologie
Son nom d'espèce, composé de tlilapan et du suffixe latin -ensis, « qui vit dans, qui habite », lui a été donné en référence au lieu de sa découverte, Tlilapan.

## Publication originale
- Muchmore, 1986 : Additional pseudoscorpions, mostly from caves, in Mexico and Texas (Arachnida: Pseudoscorpionida). Texas Memorial Museum, Speleological Monographs, vol. 1, p. 17-30.